# Chevigney-sur-l’Ognon
Chevigney-sur-l’Ognon – miejscowość i gmina we Francji, w regionie Burgundia-Franche-Comté, w departamencie Doubs.
Według danych na rok 1990 gminę zamieszkiwało 240 osób, a gęstość zaludnienia wynosiła 52 osoby/km² (wśród 1786 gmin Franche-Comté Chevigney-sur-l’Ognon plasuje się na 507. miejscu pod względem liczby ludności, natomiast pod względem powierzchni na miejscu 835.).